# Corte (Haute-Corse)
Corte (ejtése franciául kɔʁte, olaszul ˈkorte), korzikai neve Corti, (ejtsd  ˈkorti)  település Franciaországban, Korzika szigetén Haute-Corse megyében. Lakosainak száma 7737 fő (2022. január 1.). Corte Soveria, Guagno, Letia, Orto, Soccia, Calacuccia, Casamaccioli, Casanova, Corscia, Poggio-di-Venaco, Santa-Lucia-di-Mercurio, Tralonca és Venaco községekkel határos.

## Népesség
A település népességének változása:
| Lakosok száma | 4948 | 5177 | 5693 | 6735 | 7332 | 7331 | 7446 | 7485 | 7549 | 7737 |
|               | 1968 | 1982 | 1990 | 2006 | 2013 | 2015 | 2017 | 2019 | 2020 | 2022 |